# Gran Bretagna ai XV Giochi olimpici invernali
La Gran Bretagna partecipò ai XV Giochi olimpici invernali, svoltisi a Calgary, Canada, dal 13 al 28 febbraio 1988, con una delegazione di 47 atleti impegnati in otto discipline.